# Acacia gonoclada
Acacia gonoclada — вид квіткових рослин з родини бобових. Ареал: Австралія (Північна територія, Квінсленд, Західна Австралія).

## Середовище
Він зустрічається в тропічних районах і росте на неглибоких кам'янистих ґрунтах і суглинних ґрунтах.

## Біоморфологічна характеристика
Веретеноподібне дерево або кущ, який зазвичай досягає висоти від 0,5 до 4 метрів. Має гладку, червоно-коричневу або сіру кору та кутасті гілочки від оливково-зеленого до коричневого кольору. Вічнозелені плоскі філодії мають еліптичну або зворотноланцетну форму, довжину від 5 до 13,5 см і ширину від 8 до 33 мм. Вони звужені і вигнуті вгору до основи і мають дві або три явні основні жилки. Цвіте з травня по вересень, утворюючи жовті квіти. Циліндричні квітконоси зустрічаються поодиноко або парами і знаходяться в кінцевих волотях і мають довжину від 1 до 5 см з яскраво-жовтими квітками. Плоскі та лінійні стручки, які утворюються після цвітіння, скупчені у верхніх пазухах. Тонкі, голі та смолисті стручки злегка стиснуті між насінням, мають довжину від 2 до 6 см і звужуються до основи та верхівки. Чорне насіння всередині розташоване поздовжньо і має довгасту або широкоеліптичну форму завдовжки 3–4 мм.